# District de Palwal
Le district de Palwal (hindi : पलवल जिला)  est un district  de l'état de l'Haryana  en Inde.

## Description
Au recensement de 2011, sa population compte 1 042 708 habitants pour une superficie de 1 359 km2.
Son chef-lieu est la ville de Palwal. 